# 생방송 4시 신바람 스튜디오
생방송 4시 신바람 스튜디오는 SBS에서 방송되었던 프로그램이다.

## 주요 정보
- 기획 의도 : 신바람 건강프로그램
- 진행자 : 전영호